# USS Iowa (BB-61)
USS Iowa (BB-61) ("The Big Stick") bio je vodeći brod u svojoj klasi bojnih brodova klase Iowa i četvrti brod u američkoj mornarici koji je imenovan u čast 29-te savezne države SAD-a. Iowa je jedini američki bojni brod opremljen kadom i jedini je brod u klasi koji je služio u Atlantskom oceanu tijekom Drugog svjetskog rata.Svoju službu brod je počeo 1943. godine, tijekom Drugog svjetskog rata prevozio je predsjednika Franklina Roosevelta, a sudjelovala je i u potpisavanju japanske kapitulacije (V-J Day) u Tokijskom zaljevu 1945. godine. Sudjelovao je i u Korejskom ratu, a godine 1958. je stavljen u pričuvu da bi opet bio aktiviran 1984. Zbog smanjenja vojnog proračuna nakon završetka hladnog rata zbog visokih troškova održavanja bio među prvima deaktiviran 1990. godine da bi 2006. bio obrisan s flotnog popisa. 2011 brod je bio doniran Los Angeles-u i trajno pomaknut u luku Los Angeles 2012, gdje je javno otvoren kao brod-muzej.

## Konstrukcija
USS Iowa je bio vodeći brod u svojoj klasi dizajn je planiran 1938 od strane Preliminary Design Branch. Porinut je 27. kolovoza 1942, a u službu je ušao 22. veljače 1943. Bio je prvi bojni brod svoje klase 
Glavno naoružanje USS Iowe je devet 16 incha(406mm)/50 kalibar Mark 7 topova koji su mogli ispalit 1,200kg probojnih granata do dometa 37km, Sekundarno naoružanje sastoji se od dvadeset 5 incha(130mm)/38 kalibar topova koji se nalaze po dva u jednoj kupoli s dometom do 22km. Kako bi mogao zaštiti nosače zrakoplova, morao je imati i protuzrakoplovno oružje. Zato su ugrađeni Oerlikon 20 mm i Bofors 40 mm topovi.

## Drugi svjetski rat (1943-45)
24. Veljače 1943, Iowa je stavljena na more na testiranje u Chesapeake Bay. 27. Kolovoza krenula je za Argentinu, gdje je naišo na prijetnju Njemačkog bojnog broda Tirpitz koji je navodno opericiro u Norvežanskim vodama, prije što se nije vratio u SAD 25. listopada na dva tjedna zbog pregleda.
Nakon napunjavanja i skupljanja njezinih pratitelja, Iowa je prevozila Predsjednika Franklina Roosevelta, državnog sekretara Cordella Hulla, Šefa osoblja Admirala William D. Leahy, i druge vojne čelnike do Mers El Kébira, Algerije. Među brodovima koja je pratila Iowu na putu je bio i Razarač USS William D. Porter (DD-579) koji je bio uključen u nekoliko nezgoda, ozbiljniji je kad je bio uključen u podvodnu raketu. Iowa je bila upozorena, te je izbjegla biti pogođena od strane torpeda.
Iowa je uspješno prevezla Predsjednika 16. Prosinca. u SAD. Roosevelt se obratio svima članovima posade prije nego što je napustio brod, "... Od svega što sam vidio i čuo, Iowa je 'sretan brod', a već dugi niz godina služio je sa mornaricom, znam -- a i vi znate -- što to znači."

### Bombardiranje Japana
Iowa je odplovila 19. ožujka 1945. za Okinawu, stigla je 15. travnja da oslobodi svoju sestru New Jersey. Od 24. travnja, Iowa je pomagala operacijama koja je ciljala da uspostavi i da održava superiornost zraka za vojnike koji su imali poteškoče za osvajanje otoka. Time je podržavala zračne napade na južnoj strani Kyushu od 25. svibnja do 13. lipnja. Poslije toga, otplovila je prema sjevernom Honshu i Hokkaido, i sudjelovala u napadu na Japanskove otoke 14-15 srpnja, bombardiranjem Murorana, Hokkiado.
27. kolovoza, Iowa i njezina sestra Missouri su ušle u Sagami luku da nadgledavaju predavanje Yokosuko-ovskog mornaričkog arsenala. Dva dana kasnije, ušla je u Tokijevski zaljev s okupacijskim snagama, Mornari s Missouria su bili privremeno premješteni na Iowu tokom predaje koja se odvijala na Missouriu.

## Poslije drugog svjetskog rata (1945-49)
Iowa stiže u Seattle, Washington, 15. listopada 1945, onda je otplovila za Long Beach, California, gdje je bila uključena u obuci sve dok se nije vratila u Japan 1946. da služi kao admiralski brod za petu flotu, Vratila se u SAD 25. Ožujka 1946. i nastavila s obukom. u Listopadu, Iowa je odvezen na modernizaciju, kojom je rezultirala dodavanjem SK-2 Radara i gubljenjem 20mm i 40mm topova.

### Eksplozija kupole 1989.
19. travnja 1989. godine poginulo je 47 osoba pri eksploziji kupole na bojnom brodu. Kupola dva pri ispaljivanju na pomorskoj vježbi je eksplodirala i ubila 47 člana posade u kupoli. Vježba ispaljivanja odvijala se na Atlantskom oceanu, oko 500 kilometara od Puerto Rica, a na brodu je u tom trenutku bio i admiral Jerome L. Johnson.

### Zajednički poslužitelj
|  | Zajednički poslužitelj ima stranicu o temi USS Iowa (BB-61)    |
|  | Zajednički poslužitelj ima još gradiva o temi USS Iowa (BB-61) |